# Lake Kiwi
Der Lake Kiwi ist ein See im Southland District der Region Southland auf der Südinsel von Neuseeland.

## Geographie
Der auf einer Höhe von 109 m liegende Lake Kiwi befindet sich am südöstlichen Ende der Südinsel, rund 5,3 km nördlich der Küste zur Tasmansee und rund 8,6 km südöstlich der Kisbee Bay, die nordöstlich an den Meeresarm des Otago Retreat anschließt. Der 1130 m hohe Wednesday Peak, als ein weiterer Orientierungspunkt, erhebt sich rund 3,0 km ostnordöstlich des Sees. Mit einer Flächenausdehnung von rund 61,6 Hektar erstreckt sich der See über eine Länge von rund 1,8 km in Südsüdwest-Nordnordost-Richtung und misst an seiner breitesten Stelle rund 460 m in Westnordwest-Ostsüdost-Richtung. Der Seeumfang beträgt rund 4,38 km.
Gespeist wird der Lake Kiwi durch den von Norden kommenden Kiwi Burn sowie durch verschiedene kleinere umliegende Bäche. Die Entwässerung des Sees erfolgt ebenfalls über den Kiwi Burn, der an der Südwestseite des Sees sich in Richtung Südwesten der Tasmansee zubewegt.